# Heuristique d'affect
Pour les articles homonymes, voir Heuristique.
L'heuristique d’affect (ou heuristique d’affectivité) est une heuristique de jugement, un raccourci mental permettant de prendre des décisions et de résoudre des problèmes rapidement et efficacement, en utilisant les émotions (la peur, le plaisir, la surprise, etc.) ; cependant, cela amène ces décisions à être affectées fréquemment de biais cognitifs. C'est un processus inconscient qui diminue le temps de prise de décision et permet d'éviter une recherche étendue d'informations. Sa durée est plus courte que celle d'une humeur, survenant rapidement et involontairement en réponse à un stimulus ; ainsi, la lecture des mots « cancer du poumon » en relation avec une action envisagée provoquera souvent un affect de peur, qui à son tour amènera à exagérer les risques et à minimiser les bénéfices associés à cette action.

## Analyses théoriques
La théorie de l’heuristique d’affect, affirmant que les décisions sont influencées par l'état émotionnel, s’appuie quantitativement sur des recherches montrant que, pour une action donnée, la corrélation négative entre les risques et les bénéfices perçus est liée aux affects positifs ou négatifs associés à cette action (par exemple au jugement moral, en bien ou mal, que l’image de l’action suscite), et donc que les gens ne basent pas uniquement leurs jugements d’une activité ou d’une technologie sur des raisonnements. L’heuristique d’affect attira l'attention dès 1980, quand Robert B. Zajonc montra que les réactions affectives à des stimuli apparaissent souvent en premier et influencent la façon dont l'information est ensuite traitée et jugée. Plus récemment, l'heuristique d'affect fut utilisée pour expliquer la corrélation négative inattendue découverte entre bénéfices escomptés et perception du risque : Finucane, Alhakami, Slovic et Johnson ont montré en 2000 qu'une situation jugée comme plaisante (provoquant un affect positif) amène à une perception plus faible des risques et plus importante des bénéfices, même lorsque ce n'est pas logique pour cette situation (par exemple parce que les avantages sont compensés par des risques objectivement plus élevés).
Une analyse alternative du fonctionnement de l'heuristique d'affect est l'hypothèse du marquage somatique d'António Damásio, affirmant que les images servant de support à la pensée (incluant des représentations perceptuelles et symboliques) sont « marquées » par des sentiments positifs ou négatifs, eux-mêmes liés à des états somatiques. Quand un de ces marqueurs est lié à une image d'un résultat futur escompté, il déclenche un signal qui augmente la précision de la décision ; en l'absence de ces marqueurs (le plus souvent chez des sujets présentant certains types de dommages cérébraux), la capacité à prendre de bonnes décisions est dégradée. Il a émis cette hypothèse en observant des patients souffrant d'atteintes au cortex préfrontal, présentant également de sévères handicaps dans leurs prises de décisions personnelles et sociales, en dépit de leurs autres compétences.
Slovic, Finucane, Peters et MacGregor contrastent deux modes de pensée : le système analytique et le système expérientiel,. Le système analytique (ou système rationnel) correspond à une pensée lente et demandant des efforts conscients, s'appuyant sur le raisonnement logique, l'estimation des probabilités et l'analyse des preuves. Le système expérientiel en est l'exact opposé : rapide, intuitif et pour l'essentiel inconscient, il s'appuie sur des images, des métaphores, et des récits stéréotypés servant à estimer la probabilité d'un risque. Le fonctionnement du système expérientiel est essentiellement involontaire ; Zajonc affirme qu’« on peut contrôler l’expression d’une émotion, mais pas l’émotion elle-même. ». Il remarque cependant également que l'émotion et la réflexion ne sont jamais totalement dissociées. De plus, le système expérientiel prend en partie en compte les conséquences des décisions passées, par exemple des résultats défavorables amèneront à prendre plus de précautions dans une situation ressentie comme analogue.

## Résultats expérimentaux
De nombreuses études ont montré plus précisément l’importance de l’heuristique d’affect dans les prises de décision, en particulier en matière de perception des risques. Les divers cas étudiés ci-dessous montrent également l’indépendance fréquente des affects et de la cognition.

### Réponse affective subliminale
La cause de la réponse émotionnelle n’est pas nécessairement perçue consciemment. Une étude menée par Winkielman, Zajonc et Schwarz en 1997 mesura la vitesse à laquelle un affect peut influencer le jugement. Ils utilisèrent des images subliminales, présentant aux sujets un visage souriant, soucieux, ou un polygone neutre, durant environ 1⁄250e de seconde (une durée insuffisante pour que la perception consciente soit possible). On leur présenta ensuite un idéogramme durant deux secondes, qu'on leur demanda d'apprécier ; leur jugement était nettement influencé par l'image précédente, qu'ils n'avaient pourtant pu percevoir consciemment. La même étude montra la persistance de cet effet initial : présentant ensuite les mêmes caractères précédés d'images subliminales différentes, le jugement des participants ne se modifia plus.

### Insensibilité quantitative
Certaines réponses affective à des stimuli résultent d'un manque de sensibilité à d'autres facteurs, comme les effectifs mis en jeu. Slovic et Peters ont mené en 2006 une étude sur l'« engourdissement psychophysique » (l'incapacité à percevoir un changement dans la situation alors que son intensité ou son étendue augmente) ; dans une expérience particulièrement frappante, ils constatèrent que les sujets soutenaient davantage une mesure de sécurité (dans les aéroports) censée sauver un fort pourcentage de 150 victimes potentielles, que ceux auxquels on proposait une mesure censée simplement sauver chacune des 150 personnes. Leur explication de ce paradoxe était que se représenter 150 victimes est difficile, alors que 90 % est un nombre facile à considérer comme très favorable, et que c'est ce sentiment positif qui colore le jugement.

### Influence du temps et des informations disponibles
En 2000, deux expériences ont été menées par Finucane, Alhakami, Slovic et Johnson pour étudier l'heuristique d'affect sous la pression de limites de temps. Ils prédisaient qu'en situation d'urgence, les sujets utiliseraient davantage leurs affects pour gagner en efficacité, ce que l'expérience confirma. Une seconde expérience donnait des informations supplémentaires sur les risques et bénéfices des options proposées ; là encore, comme prédit par la théorie, ces informations jouèrent un rôle plus important sur les décisions des sujets contraints par le temps.
Wilson et Arvai menèrent deux études analogues en 2006, sur les conséquences de l'heuristique d'affect en matière de prise de risque, en comparant des décisions pour des questions ayant un fort impact émotionnel (lutte contre la criminalité) ou des questions plus neutres (surpopulation de cerfs). L'impact émotionnel s'avéra dominer les informations quantitatives données sur les enjeux et les coûts des décisions.

### Perception et communication du risque
Les recherches sur l'heuristique d'affect visent entre autres à améliorer la communication sur les risques et leur importance. On a constaté en particulier que présenter les risques en termes de probabilité chiffrée crée une réponse émotionnelle augmentant l'importance donnée au risque ; l'état émotionnel des sujets influe également sur les risques financiers qu'ils sont prêts à prendre,,

#### Cancer
Le rôle des émotions a été particulièrement étudié dans le cadre de la prévention du cancer. La recherche a montré une influence significative de l'heuristique d'affect dans le choix de diagnostics préventifs (une proportion importante de sujets à risque « préférant ne pas savoir »). Les enquêtes actuelles portent sur la meilleure façon de communiquer l'information pour permettre aux patients des choix moins chargés négativement, par exemple en remplaçant des données chiffrées par des icônes.

#### Tabagisme
Le cas du tabagisme est un autre exemple de l'importance de l'heuristique d'affect : les fumeurs ne prennent pas en compte les risques lorsqu'ils commencent à fumer, mais seulement des phénomènes de groupe et d'image sociale, ce qui est manipulé par les publicités faites par les compagnies de tabac,. Une enquête de 2005 montre qu'environ 80 % des fumeurs ne commenceraient pas à fumer si, connaissant désormais les risques, ils pouvaient revenir sur leur choix ; ils n'ont pris conscience de ces risques qu'après que leur addiction au tabac se soit développée.

#### Changement climatique
Les recherches ont montré que les Américains sont conscients du réchauffement climatique, mais ne le voient pas comme un problème sérieux, en raison d'un manque de réponse affective. Beaucoup d’entre eux affirment n’en avoir pas expérimenté de conséquences, ou ne le voient que comme un problème à long terme ; ils lui donnent donc une faible priorité. Des recherches récentes ont montré le rôle important de l’heuristique d’affect dans la perception de ce risque par le grand public.